# Кіпкембої Кімелі
Кіпкембої Кімелі  (англ. Kipkemboi Kimeli, 30 листопада 1966) — кенійський легкоатлет, олімпійський медаліст.

## Виступи на Олімпіадах
| Олімпіада | Дисципліна           | Місце |
| --------- | -------------------- | ----- |
| Сеул 1988 | біг на 10 000 метрів | 3     |

## Зовнішні посилання
- Досьє на sport.references.com [Архівовано 25 липня 2009 у Wayback Machine.]

1. ↑  http://www.abqjournal.com/sports/live/index.php?option=com_content&task=view&id=4387